# Begonia altissima
Espèce
Begonia altissima Ridl. est une espèce de plantes de la famille des Begoniaceae. Ce bégonia est originaire d'Indonésie où il est endémique de Sumatra.

## Répartition géographique
Cette espèce est endémique de Sumatra (Indonésie).

## Classification
Begonia altissima fait partie de la section Petermannia du genre Begonia, famille des Begoniaceae.
En classification phylogénétique APG IV (2016), comme classification phylogénétique APG III (2009), celle-ci est classée dans l'ordre des Cucurbitales, alors que dans la classification classique de Cronquist (1981) les Begoniaceae font partie de l'ordre des Violales.
L'espèce a été décrite en 1917 par Henry Nicholas Ridley (1855-1956). L'épithète spécifique altissima signifie « très haute » ou « la plus haute ».
Publication originale : Journal of the Federated Malay States Museums 8(4): 39. 1917.